# Glyphipterix dichalina
Glyphipterix dichalina là một loài bướm đêm thuộc họ Glyphipterigidae. Nó được tìm thấy ở Seychelles.